# Perspectivas del medio ambiente mundial

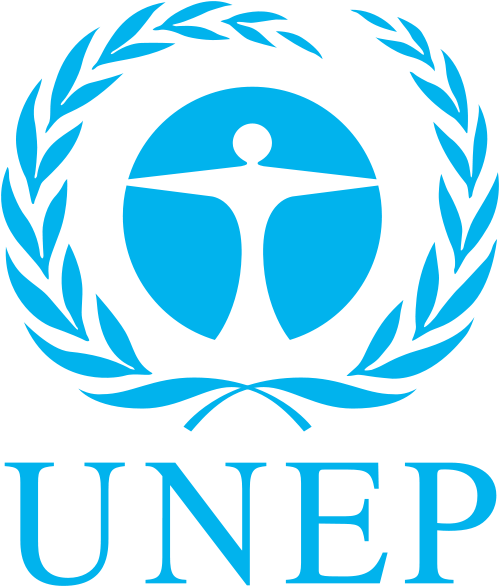
Logo del Programa de las Naciones Unidas para el Medio Ambiente (PNUMA, UNEP por sus siglas en inglés), organismo que elabora las Perspectivas del medio ambiente mundial

Perspectivas del medio ambiente mundial (GEO por las siglas de Global Environment Outlook, que a la vez son un prefijo muy utilizado para nombrar asuntos planetarios, como en geodinámica o geomorfología) es una serie de informes medioambientales publicados periódicamente por el Programa de las Naciones Unidas para el Medio Ambiente (PNUMA). El proyecto GEO comenzó en respuesta a los requisitos de información medioambiental de la Agenda 21 y a una decisión del consejo de gobierno del PNUMA de mayo de 1995 que solicitó que se elaborara un nuevo y amplio informe de la situación del medio ambiente mundial, uniéndose a otros informes periódicos sobre la economía, el comercio o la energía a escala planetaria.
Hasta la fecha se han publicado 6 GEO: GEO-1 en 1997, GEO-2000 en 1999, GEO-3 en 2002, GEO-4 en 2007, GEO-5 en 2012 y GEO-6 el 13 de marzo de 2019. Este último fue elaborado por 250 científicos y expertos de más de 70 países, y advierte de que millones de personas podrían morir prematuramente en Asia, África y Oriente Medio a mediados de este siglo XXI si no se toman las medidas adecuadas de protección medioambiental.

## Proceso GEO
La red mundial coordinada de centros de colaboración se encuentra en el núcleo del proceso GEO. Estos centros han desempeñado una función cada vez más activa en la preparación de los informes GEO. Los centros regionales son ahora responsables de casi todas las aportaciones regionales, combinando valoraciones integradas de arriba abajo con informes medioambientales de abajo a arriba. Otras instituciones proporcionan conocimiento experto sobre asuntos transversales o específicos
Grupos de trabajo proporcionan consejo y apoyo al proceso GEO, particularmente en metodologías de valoración integrada y planificación de proceso.
Otras agencias de las Naciones Unidas contribuyen al proceso GEO, principalmente proporcionando información y datos sustantivos sobre los muchos asuntos, tanto medioambientales como relacionados, que caen bajo sus respectivos mandatos. También participan en el proceso de revisión.
Los informes GEO se elaboran participativa y consultivamente. Se solicitan aportaciones de una amplia gama de fuentes mundiales, como los centros de colaboración (CC), agencias de la ONU y expertos independientes. Trabajando conjuntamente con el equipo de coordinación del GEO en Nairobi y las regiones, los CC investigan, escriben y revisan partes principales de los informes. Durante la preparación de cada informe, el PNUMA organiza consultas, a las que invita a diseñadores de políticas y otros actores, para revisar y comentar los borradores, que también son extensamente revisados por pares. Este proceso iterativo está diseñado para asegurar que los contenidos son científicamente exactos y políticamente relevantes para los usuarios en diferentes partes del mundo, con distintas necesidades de información medioambiental.

## Libro anual GEO
En 2003, durante la 22ª sesión del consejo de gobierno del PNUMA/Foro ministerial mundial sobre medio ambiente (GC/GMEF por sus siglas en inglés), varios países pidieron que el PNUMA preparara una declaración institucional anual sobre el estado del medio ambiente mundial para destacar acontecimientos y logros medioambientales significativos durante el año. Manteniéndose al tanto de los problemas medioambientales según van apareciendo, la declaración anual GEO (llamada "libro anual GEO") se publica al comienzo de cada año entre los amplios informes GEO. El primero de estos libros se presentó en la 8ª sesión especial del GC/GMEF el 29 de marzo de 2004, y correspondía al año 2003.

## Informes derivados
Otros resultados del proyecto GEO incluyen valoraciones medioambientales integradas regionales, subregionales y nacionales, informes especializados (medio ambiente para la empresa, para la juventud, para los gobiernos locales, avances, etc.) y temáticos, un sitio web, productos para jóvenes (GEO para la juventud) y una base de datos troncal –el portal de datos del GEO.